# Rissne torg

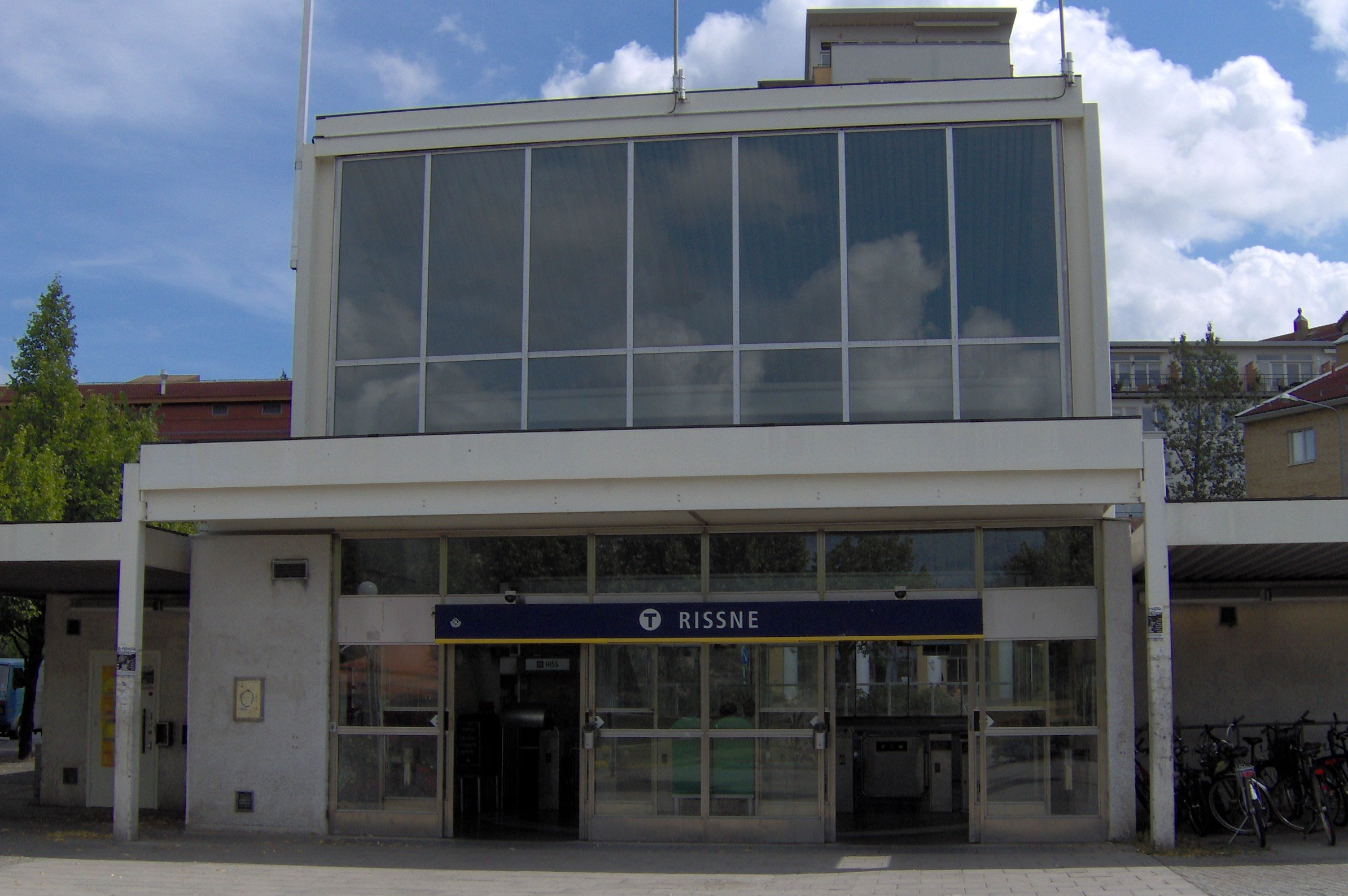
Ingången till tunnelbanestationen från torget.

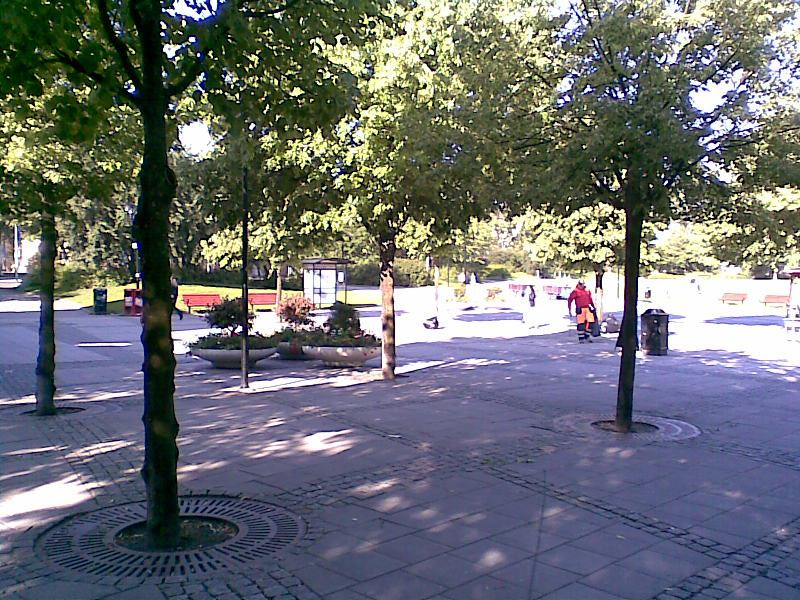
Torget med sommarblommor.

Rissne torg (tidigare Dragonplan) är torget i stadsdelen Rissne, Sundbybergs kommun. Torget kantas av de få affärer och restauranger som finns i området. På torget finns en åttkantig byggnad som blivit ett landmärke för Rissne. Intill ligger Rissne tunnelbanestation. 
I slutet av år 2019 påbörjades arbeten med att anlägga spår för Tvärbanans så kallade Kistagren som skall få en hållplats på torget.
Kommunfullmäktige i Sundbyberg har beslutat om ett namnbyte från Dragonplan till Rissne torg.[när?]